# Künzig Chökyi Nangwa
Künzig Chökyi Nangwa (1768-1822) was een Tibetaans tulku. Hij was de achtste gyalwang drugpa, de belangrijkste geestelijk leiders van de drugpa kagyütraditie in het Tibetaans boeddhisme.